# Леотрим Бектеши
Леотрим Бектеши (алб. Leotrim Bekteshi; Берлин, 21. април 1992) албански је фудбалер са Косова и Метохије. Игра на позицији центархалфа, а тренутно наступа за Балкани.

## Биографија
Рођен је Берлину, као син албанских родитеља из Косовске Митровице.